# Aracoiaba
Aracoiaba este un oraș în statul Ceará (CE) din Brazilia.